# San Juan de Urabá
San Juan de Urabá ist eine Gemeinde (municipio) im Departamento Antioquia in Kolumbien.

## Geographie
San Juan de Urabá liegt im Norden von Antioquia in der Subregion Urabá 483 km von Medellín entfernt auf einer Höhe von ungefähr 2 m ü. NN direkt an der Karibik und hat eine Durchschnittstemperatur von 28 °C. An die Gemeinde grenzen im Norden die Karibik, im Osten und Süden Arboletes und im Westen Necoclí.

## Bevölkerung
Die Gemeinde San Juan de Urabá hat 21.608 Einwohner, von denen 7978 im städtischen Teil (cabecera municipal) der Gemeinde leben (Stand: 2022).

## Geschichte
San Juan de Urabá wurde von Siedlern aus Bocachica (Isla de Tierra Bomba), Barú und Pasacaballos im Departamento de Bolívar gegründet, die insbesondere auf der Suche nach Steinnüssen und Kautschuk waren. San Juan de Urabá erhielt 1986 den Status einer Gemeinde.

## Wirtschaft
Der wichtigste Wirtschaftszweig von San Juan de Urabá ist die Landwirtschaft. Insbesondere werden Bananen, Kokosnüsse und Mais angebaut. Zudem gibt es Rinderproduktion und Fischerei.

## Söhne und Töchter der Stadt
- Irene Pacheco (* 1971), Boxer